# إليزابيث هاند
إليزابيث هاند (بالإنجليزية: Elizabeth Hand) (29 مارس 1957، يونكيرس في الولايات المتحدة)؛ كاتِبة، صحفية وروائية أمريكية. درست في الجامعة الكاثوليكية الأمريكية.

## الجوائز
- جائزة نيبولا

## روابط خارجية
- إليزابيث هاند على موقع ميوزك برينز (الإنجليزية)